# John Charria
John Charria (Candelaria, Valle del Cauca, Colombia, 14 de mayo de 1978) es un exfutbolista colombiano, tiene un hijo llamado Matias Charria (Medellín, Colombia, 12 de septiembre de 2008). Jugaba como centrocampista y su último equipo fue Delfines del Este de la República Dominicana.

## Trayectoria
John Charria es el segundo goleador más grande en la historia del Deportes Tolima con 72 goles.
A mediados de 2008 llegó como uno de los principales refuerzos al Atlético Nacional. Un año más tarde salió del club antioqueño debido a su bajo nivel y se incorporó al Deportivo Pereira. En enero de 2010 llegó como refuerzo al Deportivo Cali, pero ante una temporada irregular, vuelve a Nacional para la temporada 2011. Sin embargo, es cedido finalmente al Boyacá Chicó, donde jugó todo el año. En enero de 2012 se confirma su desvinculación del equipo 'Ajedrezado' y arregla su vinculación con el Atlético Bucaramanga. Para el segundo semestre del 2012 es vinculado al Universitario Popayán del torneo de ascenso de Colombia.

## Clubes
| Club                  | País                 | Año                 | GOLES' |
| --------------------- | -------------------- | ------------------- | ------ |
| América de Cali       | Colombia             | 1998                | 0      |
| Deportivo Pasto       | Colombia             | 1998 - 2001         | 18     |
| Deportes Tolima       | Colombia             | 2002 - 2008         | 72     |
| Atlético Nacional     | Colombia             | 2008 - 2009         | 0      |
| Deportivo Pereira     | Colombia             | 2009 - 2010         | 2      |
| Deportivo Cali        | Colombia             | 2010 - 2011         | 1      |
| Boyacá Chicó          | Colombia             | 2011 - 2012         | 5      |
| Atlético Bucaramanga  | Colombia             | 2012 - 2013         | 0      |
| Universitario Popayán | Colombia             | 2013 - 2015         | 5      |
| Delfines del Este     | República Dominicana | 2016                | 2      |
| Total en su carrera   | Total en su carrera  | Total en su carrera | 105    |

## Palmarés

### Campeonatos nacionales
| Título              | Club            | País     | Año  |
| ------------------- | --------------- | -------- | ---- |
| Categoría Primera B | Deportivo Pasto | Colombia | 1998 |
| Torneo Finalización | Deportes Tolima | Colombia | 2003 |
| Copa Colombia       | Deportivo Cali  | Colombia | 2010 |

### Distinciones individuales
| Distinción                                  | Año  |
| ------------------------------------------- | ---- |
| Goleador del Torneo Finalización (11 goles) | 2006 |